# Schibsted Sök
Schibsted Sök AB var ett aktiebolag med säte i Stockholm. Till verksamheten hörde webbportaler som exempelvis söktjänsten Sesam.se.
Sesam.se stängdes 17 juni 2010 på grund av ointresse från kunder och investerare.[källa behövs]